# سمك السلمون المرقط ذو الزعنفة الصفراء
سمك السلمون المرقط ذو الزعانف الصفراء هو نوع فرعي منقرض أو مجموعة متنوعة من سمك السلمون المرقط القاطع ، وهو أحد أسماك المياه العذبة في أمريكا الشمالية.

## تاريخ
في نهاية العصر الجليدي الأخير ، سدت الصخور والركام الطيني أحد روافد منابع نهر أركنساس في ما يعرف الآن بولاية كولورادو. وقد أطلق المستوطنون في المنطقة على البحيرتين اللتين تشكلتا اسم "بحيرات تواين ليكس". كانت كلتا البحيرتين يتواجد بها سمك السلمون المرقط الأخضر من الأيام الأولى للغرب المتوحش ، ولكن في منتصف ثمانينيات القرن التاسع عشر انتشرت تقارير عن سمك السلمون المرقط أكبر بكثير ، يصل وزنه إلى 10 أرطال (5 كجم) ، مع زعانف صفراء زاهية. تكهنت الأبحاث الحديثة بأن حنجرة الزعانف الصفراء ربما كانت موطنًا لحوض نهر أركنساس بأكمله ، وليس فقط بحيرات تواين ليكس.

## الاكتشاف والتسمية
في يوليو 1889 ، زار البروفيسور ديفيد ستار جوردان. وج آر فيشر بحيرات تواين ليكس ونشروا اكتشافاتهم في نشرة عام 1891 الصادرة عن لجنة الأسماك بالولايات المتحدة". في وصف الأنواع ، المنشور في طبعة 1890 من وقائع المتحف الوطني للولايات المتحدة ، وصف جوردان وإيفرمان الأسماك على النحو التالي:
زيتون فضي اللون ظل أصفر ليموني عريض على الجانبين ، زعانف سفلية صفراء ذهبية زاهية في الحياة ، لا أحمر في أي مكان باستثناء اندفاعة حمراء عميقة على كل جانب من الحلق. تم تسمية الأنواع الفرعية علميًا باسم ماكدونالدي بعد مفوض الأسماك الأمريكي ، مارشال ماكدونالد.
أعيد فحص عينات جوردان من قبل عالم الأحياء السمكية روبرت جيه بينكه ، الذي علق قائلاً: "ليس لدي أدنى شك في أن جوردان كان على حق ؛ سمك السلمون المرقط ذو الزعانف الصفراء والسلمون المرقط الأخضر من بحيرات تواين ليكس هما مجموعتان متميزتان من أسماك السلمون".

## الانقراض
حتى عام 1903 تقريبًا ، أسماك السلمون الخضراء والصفراء الزعانف معًا في بحيرات تواين ليكس ، وظل السكان معزولين كمربين ومغذيين. جاءت نهاية الزعانف الصفراء بعد وقت قصير من إدخال سلمون قوس قزح إلى بحيرات تواين ليكس، مما أدى إلى ظهور سمك أقواس قزح ، لكن الزعنفة الصفراء اختفت تمامًا. الزعنفة الصفراء انقرضت الآن.